# Dana Gould
Dana Jonathan Gould (từ sinh 24 tháng 8 1964) là một diễn viên tấu hài, diễn viên lồng tiếng, nhà văn người Mỹ.

## Sớm cuộc sống
Gould sinh ra Dana Jonathan Gould trong Hopedale, Massachusetts vào ngày 24 tháng 8 năm 1964, là người con thứ 5 trong gia đình 6 người con. Cậu lớn lên trong gia đình Công giáo Rôma, và đã làm một lễ sinh ở Giáo phận Công giáo Rôma Worcester. Hiện ông đang sinh sống ở Los Angeles. Năm 2000 ông kết hôn với Sue Naegle, cựu chủ tịc của HBO Entertainment. Họ ly hôn năm 2014. Họ có ba con gái nuôi đều từ Trung Quốc.